# Sergio Aguza Santiago
Sergio Aguza Santiago (San Baudilio de Llobregat, 2 de septiembre de 1992) es un futbolista español que juega como centrocampista en el C. D. Arenteiro en la Primera Federación.

## Trayectoria
Jugador formado en la cantera del Real Madrid, progresó en los equipos de base hasta llegar al Real Madrid C y el Real Madrid Castilla, del que ejerció como capitán. 
En 2015 abandonó el Real Madrid Castilla para enrolarse en la disciplina del Milton Keynes Dons, equipo de la Segunda división inglesa, y firmó por dos años.
En enero de 2016 rescindió su contrato con el club inglés y firmó con la S. D. Ponferradina. En la segunda vuelta de la temporada 2016-17 disputó 13 partidos con la elástica berciana (una vez se incorporó en el mercado de invierno), 11 de ellos como titular, sumando un total de 922 minutos y anotando 3 goles. El 7 de julio del mismo año llegó a la Agrupación Deportiva Alcorcón de la Segunda División por una temporada.
El 31 de enero de 2017 rescindió su contrato con la Agrupación Deportiva Alcorcón y se convirtió en nuevo jugador del Córdoba C. F. también de la misma categoría. En las filas del Córdoba C. F. militó durante dos temporadas en las que jugó un total de 33 partidos y marcó tres goles.
El 13 de julio de 2018 firmó por la U. D. Almería de la Segunda División por dos temporadas, al que llegó libre tras su paso por el Córdoba C. F.
El 11 de marzo de 2020 renovó su contrato hasta 2023. Durante la temporada 2019-20 disputó 26 partidos de liga y un encuentro de Copa del Rey, en los que anotó tres goles y fue partícipe del equipo que consiguió jugar el playoff de ascenso a Primera División.
El 5 de octubre de 2020 firmó por el Fútbol Club Cartagena de la Segunda División cedido durante una temporada. En enero de 2021, tras romperse su contrato de cesión con el F. C. Cartagena, en el que llegó a jugar 14 partidos durante la primera vuelta de la competición, regresó a la S. D. Ponferradina, que también jugaba en la Segunda División, cedido hasta el final de la temporada.
A finales de agosto rescindió su contrato con el equipo almeriense y tres semanas después llegó al C. E. Sabadell F. C. Con este equipo disputó 30 partidos en la Primera División RFEF antes de firmar por el Real Murcia C. F. el 8 de agosto de 2022.
El 26 de julio de 2023, después de una temporada en el conjunto pimentonero, fichó por el C. D. Lugo por un año más otro opcional. En este equipo también estuvo una campaña y en agosto de 2024 se unió al C. F. Fuenlabrada. Doce meses después se incorporó al C. D. Arenteiro.

## Clubes
| Club                        | País       | Año       | Partidos (goles) |
| --------------------------- | ---------- | --------- | ---------------- |
| Real Madrid C. F. "C"       | España     | 2011-2013 | 57 (8)           |
| Real Madrid Castilla C. F.  | España     | 2013-2015 | 44 (6)           |
| Milton Keynes Dons F. C.    | Inglaterra | 2015      | 3 (0)            |
| S. D. Ponferradina          | España     | 2016      | 13 (3)           |
| A. D. Alcorcón              | España     | 2016      | 15 (0)           |
| Córdoba C. F.               | España     | 2017-2018 | 33 (3)           |
| U. D. Almería               | España     | 2018-2021 | 43 (5)           |
| F. C. Cartagena (cedido)    | España     | 2020-2021 | 14 (0)           |
| S. D. Ponferradina (cedido) | España     | 2021      | 16 (1)           |
| C. E. Sabadell F. C.        | España     | 2021-2022 | 31 (2)           |
| Real Murcia C. F.           | España     | 2022-2023 | 23 (1)           |
| C. D. Lugo                  | España     | 2023-2024 | 34 (4)           |
| C. F. Fuenlabrada           | España     | 2024-2025 | 29 (1)           |
| C. D. Arenteiro             | España     | 2025-     |                  |

Fuentes: BDFutbol y Soccerbase.